# Weiser (Idaho)
Weiser è una città statunitense dell'Idaho, Contea di Washington. Si trova alla confluenza dei fiumi Snake e Weiser. 
Prende il nome dal fiume Weiser, a sua volta pare derivante da Peter M. Weiser, soldato e membro della Spedizione di Lewis e Clark, la prima che raggiunse la costa statunitense del Pacifico,  ma vi è chi sostiene che il nome derivi da un cacciatore di pelli che fece fortuna poi come minatore nel 1861, tale Jacob Weiser.